# Takamatsuzuka Kofun

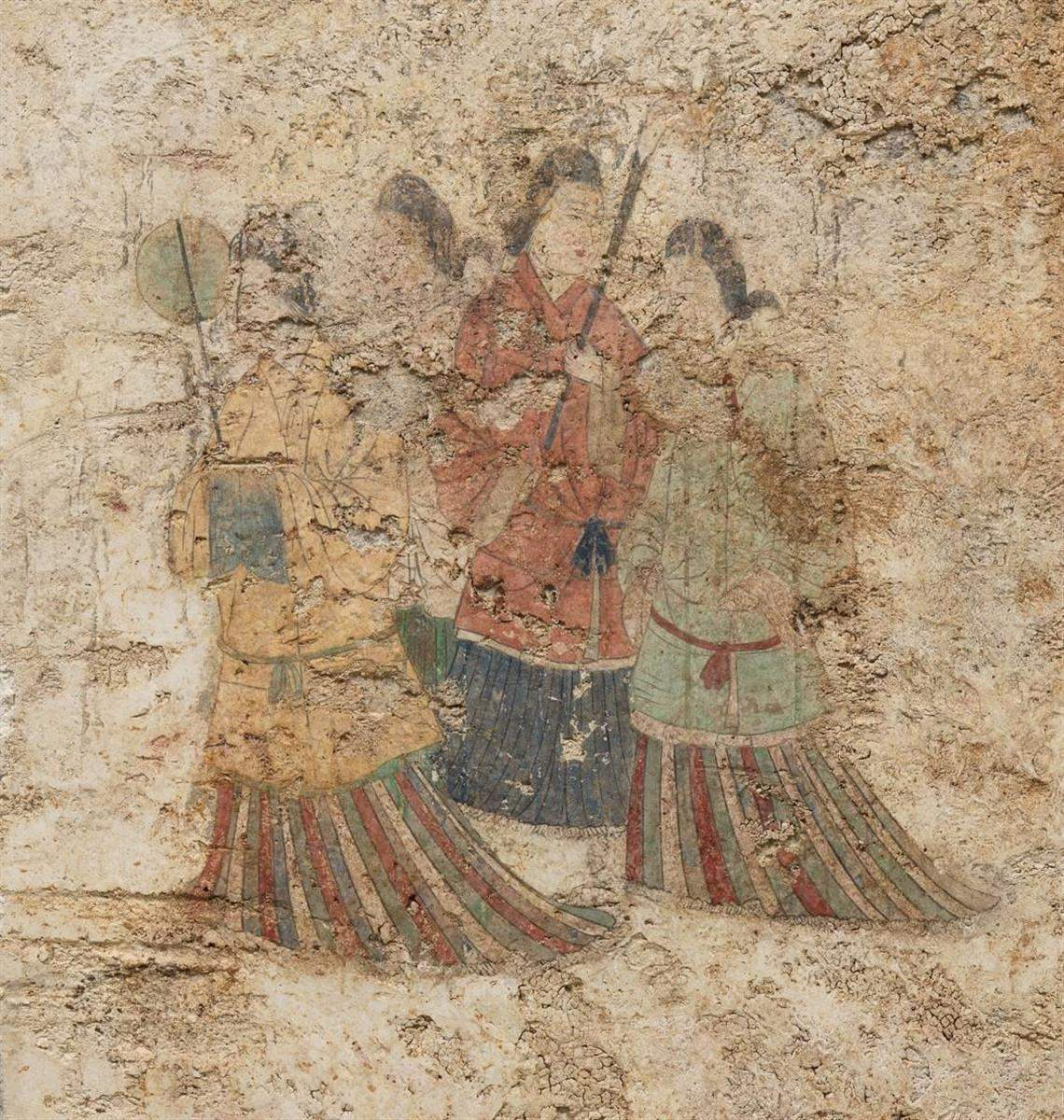
Frauengruppe an der Westseite der Grabkammer

Das Takamatsuzuka Kofun (japanisch 高松塚古墳) ist ein Grabhügel aus der Asuka-Zeit in Asuka, Präfektur Nara in Japan. Es handelt sich um einen Rundhügel mit einer Höhe von fünf Metern und einem Durchmesser von 23 m an der Basis, der sich nach oben auf 18 m verjüngt.

## Überblick
Das Grab wurde im Oktober 1970 zufällig entdeckt, als Dorfbewohner ein Loch gruben, um Ingwer einzulagern. Das Dorf Asuka, das gerade sein 15-jähriges Bestehen feierte (es war aus drei Dörfern gebildet worden), bemühte sich in Verbindung mit den zuständigen Behörden um die Bereitstellung von Mitteln für eine Ausgrabung, die dann schließlich am 1. März 1972 begann.
Sehr schnell wurde klar, dass das Grab ausgeraubt worden war, vermutlich in der Kamakura-Zeit. Trotzdem machte man einen sensationellen Fund: In der Grabkammer, die sich an den Himmelsrichtungen orientiert, fand man farbig ausgemalte Wände mit Figurengruppen, mit  Sonne, Mond und drei der  „Vier Götter der Himmelsrichtungen“ (四神, Shijin). Die Decke ist mit einem Punktmuster verziert, das sich als Sternenhimmel deuten lässt.
Trotz des Einbruchs fanden sich Reste eines lackierten Sarges und Skelett-Überreste eines Mannes in den Vierzigern. Die Räuber hatten zudem eine Reihe von Objekten zurückgelassen, so dass eine Datierung auf die Zeit möglich war, als Fujiwara-kyō Kaiserresidenz war, also 690–710. Beim Einbruch von der Südseite her hatten die Räuber allerdings das Symboltier des Südens, den Roten Vogel, zerstört.
Es ist bisher nicht bekannt, wer hier bestattet worden ist. Anlage und Ausstattung lassen auf eine höher gestellte Persönlichkeit schließen. Das Grab wurde 1973 als „besondere historische Stätte“ (特別史跡, Tokubetsu Shiseki) registriert und dann auch zum Nationalschatz erhoben.

## Die Ausmalung

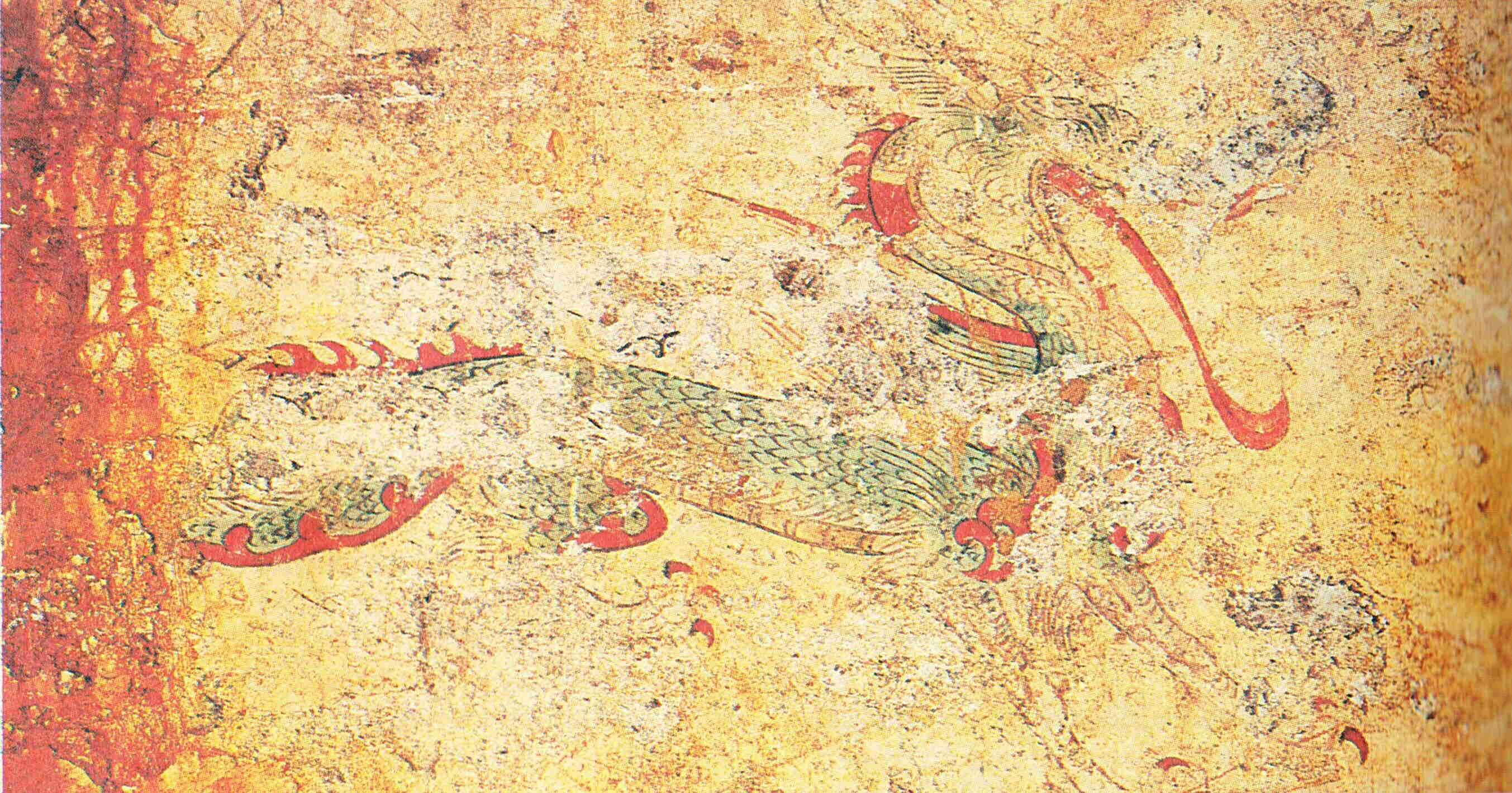
Blauer Drache an der Ostwand

- Ostseite: Sonne über dem Blauen Drachen, Gruppe von vier Männern, Gruppe von vier Frauen.
- Westseite: Mond über dem Weißen Tiger, Gruppe von vier Männern, Gruppe von vier Frauen.
- Nordseite: Schwarze Schildkröte
- Südseite: stark beschädigt, keine Malerei erhalten
- Decke: 72 rote Punkte, von denen einige noch Goldreste zeigen, die als Sterne um den Kleinen Bären gedeutet werden.

Die Frauen tragen Gewänder, wie sie aus dem China der Sui-Dynastie, aber vor allem aus Korea bekannt sind. Die Männer tragen Gewänder und Hosen, wie sie gut aus China bekannt sind. Alle Objekte in den Malereien, also Taschen, runde Fächer, priesterliche Gegenstände, haben mit der Ausnahme eines Klappstuhls ihre Entsprechungen in China.
Quelle: 